# バレー・ベルガモ

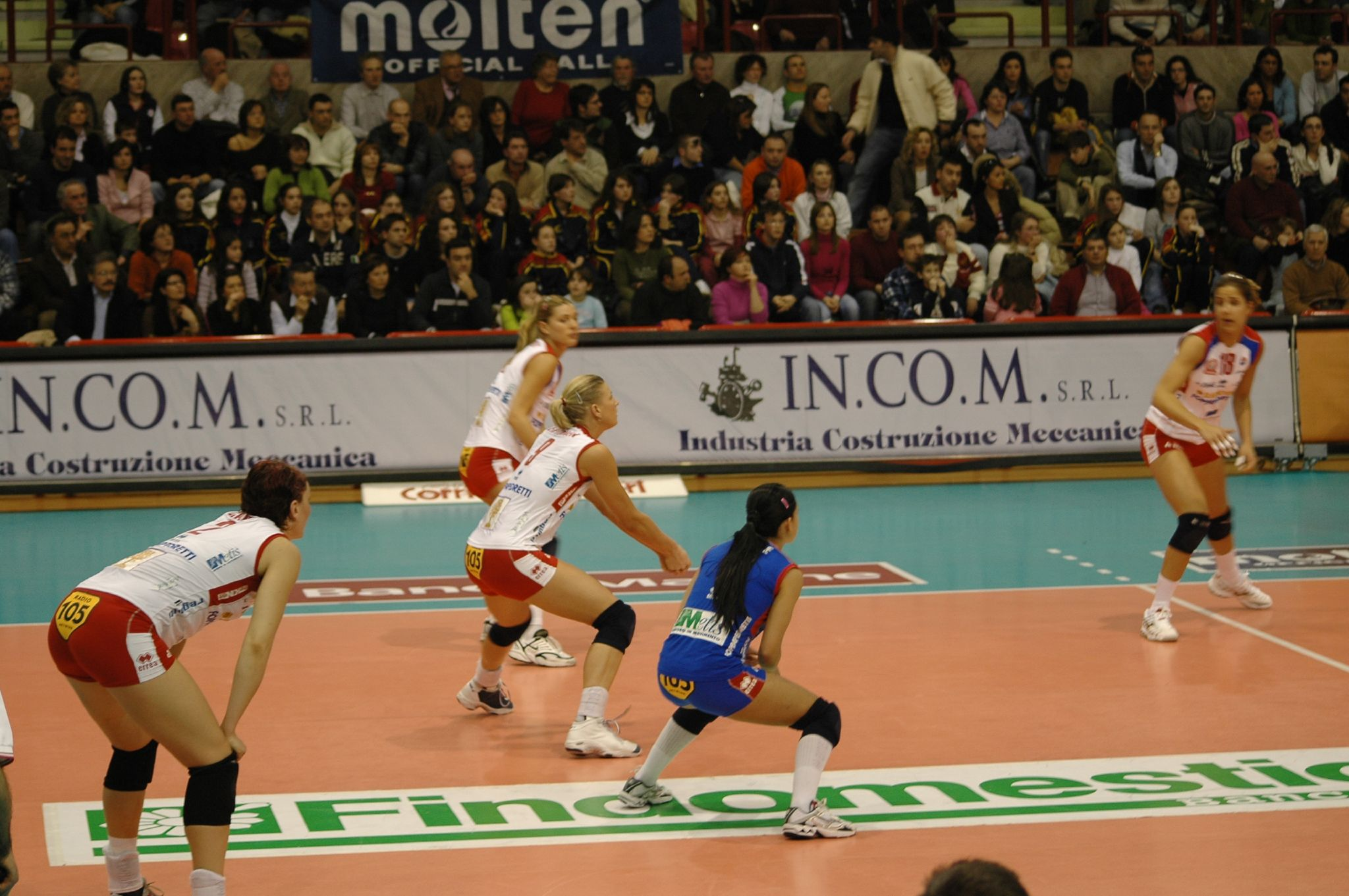
バレー・ベルガモ

バレー・ベルガモ（Volley Bergamo）は、イタリア・ベルガモを本拠地とする女子バレーボールクラブチーム。今季スポンサー名込みの総称はノルダ・フォッパペドレッティ・ベルガモ（Norda Foppapedretti Bergamo）。通称はベルガモ。

## 歴史
1991年にVolley club Bergamoの名称で創設され、1991-1992年にセリエB1でスタートした。この時は6位の成績であった。1992-1993年にセリエB1で優勝し、翌1993-1994年もセリエA2で優勝しセリエA1への昇格を果たした。 セリエA1では1995-1996年での初優勝以降、現在までに7回の優勝を数える。
2010年、欧州チャンピオンズリーグで2年連続7回目の優勝を飾った。

## 主な成績
セリエA
- 優勝：1996、1997、1998、1999、2002、2004、2006、2011

 コッパ・イタリア
- 優勝：1996、1997、1998、2006、2008、2016

 欧州チャンピオンズリーグ
- 優勝：1997、1999、2000、2005、2007、2009、2010

## 登録選手
2024-25年シーズンの登録選手は次の通り。
| 背番号 | 名前                      | ポジション           | 身長 | 備考       |
| ------ | ------------------------- | -------------------- | ---- | ---------- |
| 1      | Vittoria Piani            | オポジット           | 1.87 |            |
| 3      | Virginia Adriano          | オポジット           | 1.96 |            |
| 5      | Roberta Carraro           | セッター             | 1.81 |            |
| 7      | Alessia Bolzonetti        | アウトサイドヒッター | 1.85 |            |
| 8      | モニーク・シュトルッベ    | ミドルブロッカー     | 1.89 |            |
| 9      | Alessandra Mistretta      | リベロ               | 1.65 |            |
| 10     | Martina Armini            | リベロ               | 1.75 |            |
| 11     | Alice Farina              | ミドルブロッカー     | 1.89 |            |
| 13     | アシュリー・エバンス      | セッター             | 1.90 |            |
| 15     | Linda Manfredini          | ミドルブロッカー     | 1.85 |            |
| 16     | ミカエラ・ムレインコバ    | アウトサイドヒッター | 1.85 | キャプテン |
| 22     | Elissa Alcantara          | アウトサイドヒッター | 1.87 |            |
| 23     | Viola Spampatti           | リベロ               | 1.73 |            |
| 24     | Maria Alessandra Crevenna | ミドルブロッカー     | 1.85 |            |
| 26     | Ailama Cesé               | アウトサイドヒッター | 1.90 |            |

## 歴代所属選手
| - アントネッラ・ブラガリア - マウリツィア・カッチャトーリ - ダリーナ・ミフコーバ - パオラ・パッジ - シモーナ・リニエーリ - アンナバニア・メッロ - パオラ・クローチェ - フランチェスカ・ピッチニーニ - エレオノーラ・ロビアンコ - アントネッラ・デルコーレ - ジェニー・バラッツァ - パオラ・カルドゥッロ - フランチェスカ・マルコン - ヴァレンティーナ・フィオリン - セレナ・オルトラーニ - エンリカ・メルロ - ノエミ・シニョリーレ - サラ・ローダ - ラファエラ・フォリエ - アレッシア・ジェンナーリ - ヴァレンティーナ・ディウフ - ミリアム・シッラ - ラウラ・メランドリ - カルロッタ・カンビ - ジュリア・ジェンナーリ | - ミレーヤ・ルイス - アナ・フェルナンデス - リュボフ・シャチコワ - リーカ・レトネン - マグダレナ・シリバ - ミレナ・ロスネル - カタジナ・スコブロニスカ=ドラタ - ミレナ・ラデツカ - マルヴィナ・スマジェク - オリビア・ロジャンスキ - ヴェスナ・ジュリシッチ - イェレナ・ニコリッチ - イエレナ・ブラゴイェビッチ - サーニャ・マラグルスキ - ミナ・ポポビッチ - スラジャナ・ミルコビッチ - カタリナ・バルン - マーヤ・ポリャク - ベータ・ドゥマンチッチ - エマ・ストルニャク - ボジャナ・ブティガン - エヴァ・パブロビッチ・モリ - ガブリエラ・ペレス - 巫丹 - 荒木絵里香 | - タラ・クロス＝バトル - プリケバ・フィップス - ヘザー・バウン - アレクシス・クライムズ - ジュリアン・ジョンソン - メーガン・コートニー - ハンナ・タップ - カリア・ラニアー - マッケンジー・メイ - イルマ・カルデイラ - スエレン・ピント - ロレイナ・メアリーズ - フリスティナ・ルセバ - エリツァ・バシレバ - アンゲリナ・グリューン - カトレーン・ワイス - クリスティアネ・フュルスト - マリー・シェルツェル - セレステ・プラク - フレヤ・アールブレヒト - イリーナ・ジューコワ - キアラ・バンライク - ナタリア・バレンティン - ステファニー・エンライト - ロスランディ・アコスタ |

## ユニフォーム
ホーム
- メインカラーのレッドとブルー。シャツネームと背番号はネイビー。

アウェイ
- サブカラーのホワイトとレッド。シャツネームと背番号はレッド。

リベロ
- 反対色またはブルー。